# KREEP
KREEP – składnik geochemiczny występujący w niektórych księżycowych skałach bazaltowych i brekcjach, zawierający potas (K), pierwiastki ziem rzadkich (REE, z ang. rare earth elements) i fosfor (P). W jego skład wchodzą też pierwiastki wytwarzające energię cieplną w wyniku naturalnej promieniotwórczości: uran, potas-40 i tor. Został wykryty w próbkach przywiezionych na Ziemię w ramach misji Apollo oraz w księżycowych meteorytach znalezionych na Ziemi.